# L'attaccabrighe
L'attaccabrighe (The Scrapper) è un cortometraggio muto del 1917 diretto e interpretato da John Ford.

## Trama
Buck l'attabrighe perde la sua ragazza, che va in città, perché si è annoiata della vita del ranch. Una volta in città, senza alcuna occupazione, finisce in una casa di dubbia reputazione. Buck e i suoi amici portano un carico di bestiame da vendere in città. Qui Buck viene sedotto da una donna di strada che lo porta nel bordello in cui trova la sua ragazza che sta per essere aggredita da un avventore. Buck combatte il suo aggressore, prende la ragazza e torna con lei nel selvaggio West

## Produzione
Il cortometraggio fu prodotto dalla Bison Motion Pictures

## Distribuzione
Distribuito dall'Universal Film Manufacturing Company, il film - un cortometraggio in due bobine - uscì nelle sale statunitensi il 9 giugno 1917. Venne riedito nel 1923, distribuito dall'Universal Pictures. Il film è considerato perduto.

### Date di uscita
- USA	9 giugno 1917
- USA	23 agosto 1923	 (riedizione)